# FF USVイェーナ
ウニベルシタススポルトフェライン・イェーナ（独: UniversitätsSportVerein Jena、英: University Sports Club Jena）は、ドイツのテューリンゲン州イェーナを本拠地とする女子サッカークラブである。最終シーズンは女子ブンデスリーガ所属。2019-20シーズン後、FCカールツァイス・イェーナにチームを譲渡した。

## 経歴
クラブ名の通り、大学のサッカーチームが母体となって結成されたクラブである。ドイツ再統一後の1991年、東ドイツ連邦リーグ優勝クラブだったUSVイェーナの女子部門としてブンデスリーガに参戦するも1年でアマチュアリーグに降格、それ以降アマチュアリーグに所属する状態が長く続いた。
2003年に女子サッカークラブとして再結成され、2004年より新設されたツヴァイテ・ブンデスリーガ（2部相当）に参加。2007-08シーズンにツヴァイテ・ブンデスリーガ南区で優勝、ブンデスリーガに昇格する。2009-2010シーズンの女子DFBポカールでは決勝まで勝ち進んだものの、決勝でFCR2001デュースブルクに敗れ準優勝に終わっている。
現在、イェーナ最大のスタジアムであるエルンスト・アッベ・スポーツフィールドをホームスタジアムとして使用している。
2020年5月26日、同年7月1日にFCカールツァイス・イェーナにチームを譲渡すると発表された。

## タイトル
無し

## 歴代所属選手

### GK
- ステニア・ミシェル（ドイツ語版） 2013-2016
- スティーナ・ヨハネス 2017-2018

### MF
- イヴァ・ランデカ（英語版） 2012-2016
- ドロレス・シルヴァ（ドイツ語版） 2015-2017

### FW
- アンナ・ブレッセ（ドイツ語版） 2004-2006
- アンバー・ハーン（英語版） 2011-2017